# Ровное (Алтайский край)
Ровное — упразднённое село в Славгородском районе Алтайского края. Точная дата упразднения не установлена.

## География
Располагалось в 5 км к северо-западу от села Семёновка.

## История
Основано в 1905 г. В 1928 г. посёлок Ровны состоял из 84 хозяйств, центр Кетавегачского сельсовета Славгородского района Славгородского округа Сибирского края.

## Население
В 1928 году в посёлке проживало 396 человек (201 мужчин и 195 женщин), основное население — украинцы.